# طارق تیسودالی
طارق تیسودالی (انگلیسی: Tarik Tissoudali؛ زادهٔ ۲ آوریل ۱۹۹۳) بازیکن فوتبال اهل هلند-مراکش است.
از باشگاه‌هایی که در آن بازی کرده‌است می‌توان به باشگاه فوتبال کامبور، باشگاه فوتبال فنلو، باشگاه فوتبال بیرشات ویلریج، باشگاه فوتبال لو آور، باشگاه فوتبال دی گرافشاپ، باشگاه فوتبال تلستار، و باشگاه فوتبال خنت اشاره کرد.
وی همچنین در تیم‌های ملی فوتبال زیر ۲۳ سال مراکش و مراکش بازی کرده‌است.